# Повсталий з пекла 5: Пекло
Повсталий з пекла 5: Пекло (англ. Hellraiser: Inferno) — американський фільм жахів 2000 року.

## Сюжет
Створена в 18-м столітті магічна головоломка, здатна відкрити дорогу в пекло, потрапляє в руки порочного поліцейського з Лос-Анджелеса. І з цього моменту все навколо стає кошмаром. Може це відплата за його несправедливе життя? Але тоді дуже страшне, тому що свавілля, що твориться Джозефом, виявляється лише блідою тінню справжнього пекельного бешкетування, через яке йому належить пройти.

## У ролях
- Крейг Шеффер — детектив Джозеф Торн
- Ніколас Туртурро — детектив Тоні Ненонен
- Джеймс Рімар — доктор Пол Грегорі
- Даг Бредлі — Пінхед
- Ніколас Седлер — Берні
- Ноель Еванс — Мелані Торн
- Ліндсей Тейлор — Хлоя
- Метт Джордж — Леон Готьє
- Майкл Шамус Вайлз — містер Пармаджи
- Саша Баррезі — Дафна Шарп
- Кетрін Джустен — мати
- Джессіка Елліот — мати молодого Джозефа
- Кармен Ардженціано — капітан
- Крістофер Нейман — патолог
- Крістофер Кріса — старий детектив
- Брайан Состек — лаборант
- Томас Крауч — батько
- Дж.Б. Гейнор — молодий Джозеф
- Тімоті «Тіджей» Джеймс Дрісколл — батько молодого Джозефа
- Коко Лі — поліцейський 1
- Йен Барфорд — поліцейський 2
- Деніел Гевін — поліцейський 3
- Пол Хеєс — черговий сержант
- Івен Окада — відео хлопець
- Вініфред Фрідман — медсестра
- Майкл Денні — охоронець
- Тім Оман — німецький професор
- Ліндлі Гарднер — молода жінка
- Кліфф Кадавер — менеджер
- Рон Альтамар — Террі
- Рейчел Карренс — дівчина
- Дарлен Левін — близнюк 1
- Морін Сью Левін — близнюк 2
- Бред Паркер — поліцейський
- Рей Мічелі — безликий вбивця
- Лінн Спіер — близнюк сенобіт 1
- Тріша Кара — близнюк сенобіт 2
- Казухіро Йокояма — ковбой 1
- Акіхіро Ногучі — ковбой 2
- Майк Дж. Ріган — сенобіт (в титрах не вказаний)